# 6679 Гуржій
6679 Гуржій (6679 Gurzhij) — астероїд головного поясу, відкритий 16 жовтня 1969 року.
Тіссеранів параметр щодо Юпітера — 3,667.